# Bosc-Bénard-Crescy
Bosc-Bénard-Crescy is een voormalige gemeente in het Franse departement Eure in de regio Normandië en telt 381 inwoners (2005). De gemeente bestond uit een aantal kleinere plaatsjes en maakte deel uit van het arrondissement Bernay.

## Geschiedenis
Op 1 januari 2016 fuseerde de gemeente met Flancourt-Catelon en Épreville-en-Roumois tot de commune nouvelle Flancourt-Crescy-en-Roumois.

## Geografie
De oppervlakte van Bosc-Bénard-Crescy bedraagt 4,4 km², de bevolkingsdichtheid is 86,6 inwoners per km².
De onderstaande kaart toont de ligging van Bosc-Bénard-Crescy met de belangrijkste infrastructuur en aangrenzende gemeenten.

## Demografie
Onderstaande figuur toont het verloop van het inwonertal (bron: INSEE-tellingen).